# Eythora Thorsdottir
Eythora Thorsdottir (ur. 10 sierpnia 1998 r. w Rotterdamie) – holenderska gimnastyczka pochodzenia islandzkiego, trzykrotna medalistka mistrzostw Europy, uczestniczka Letnich Igrzysk Olimpijskich 2016.
Oboje rodzice pochodzą z Islandii. Do Holandii przeprowadzili się z powodu pracy. Eythora ma podwójne obywatelstwo, lecz zdecydowała się reprezentować Holandię.

## Igrzyska olimpijskie
Na igrzyskach zadebiutowała w 2016 roku w Rio de Janeiro. W finale wieloboju indywidualnego awansowała do finału z ósmym wynikiem. Ostatecznie zawody zakończyła na dziewiątym miejscu,zaś w konkurencji drużynowej zajęła siódmą pozycję.
| Igrzyska | Miasto         | Konkurencja                           | Kwalifikacje | Kwalifikacje | Finał   | Finał   |
| Igrzyska | Miasto         | Konkurencja                           | Wynik        | Miejsce      | Wynik   | Pozycja |
| -------- | -------------- | ------------------------------------- | ------------ | ------------ | ------- | ------- |
| IO 2016  | Rio de Janeiro | Wielobój indywidualny                 | 57,566       | 8. Q         | 57,632  | 9.      |
| IO 2016  | Rio de Janeiro | Ćwiczenia na poręczach asymetrycznych | 14,733       | 21.          | NQ      | NQ      |
| IO 2016  | Rio de Janeiro | Ćwiczenia na równoważni               | 14,300       | 18.          | NQ      | NQ      |
| IO 2016  | Rio de Janeiro | Ćwiczenia wolne                       | 13,633       | 36.          | NQ      | NQ      |
| IO 2016  | Rio de Janeiro | Wielobój drużynowy                    | 171,929      | 8. Q         | 172,447 | 7.      |